# 국도 제30호선

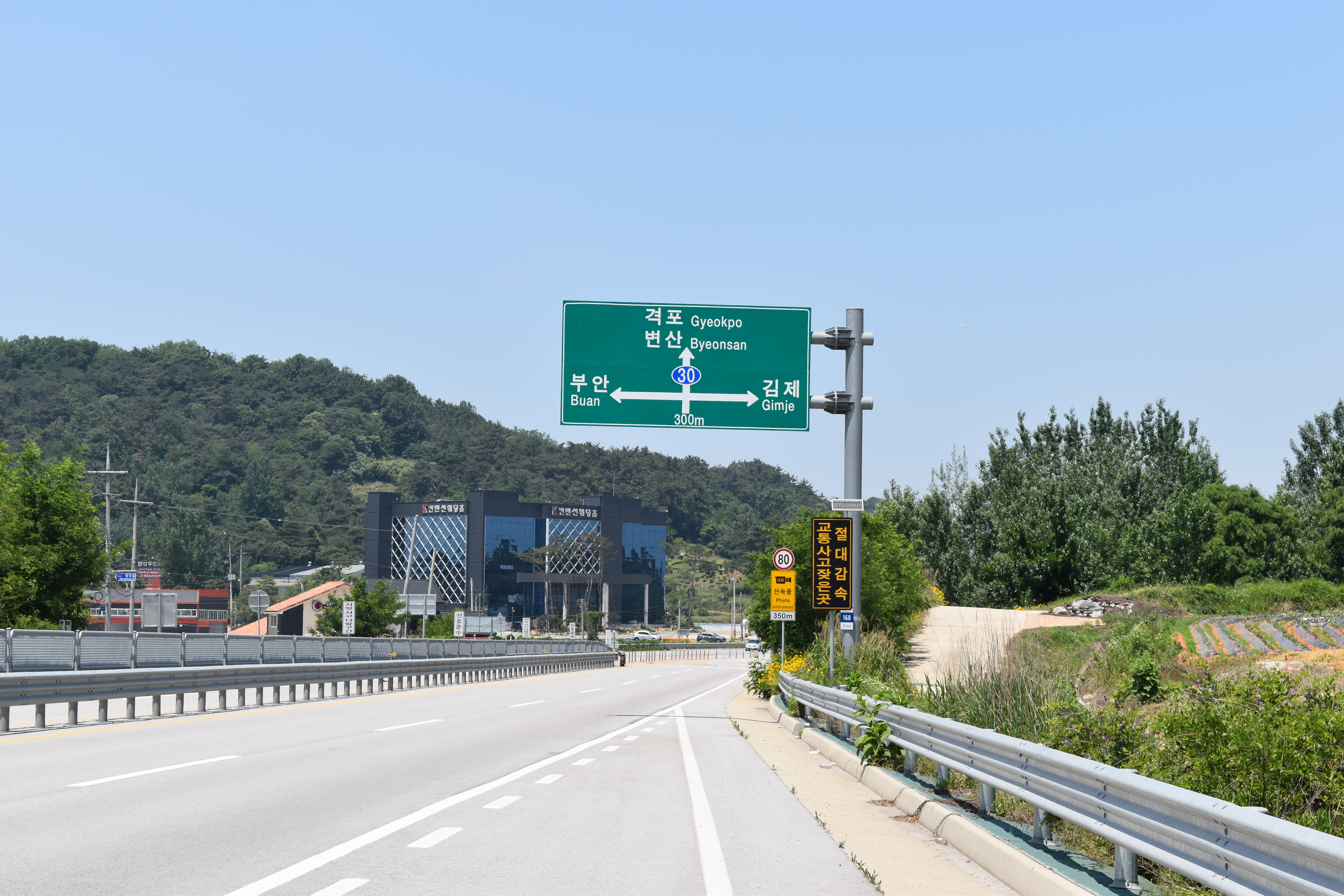
부안으로 향하는 국도 제30호선

국도 제30호선 (부안 ~ 대구선, 國道第三十號 扶安大邱線)은 전북특별자치도 부안군 보안면 영전사거리에서 정읍시, 경상북도 김천시를 지나서 대구광역시 서구, 달서구 두류네거리를 연결하는 대한민국의 일반 국도이다.

## 역사
- 1981년 3월 14일 : 국도 제30호선 변산 ~ 대구선 신설[1]
- 1981년 5월 8일 : 국도로 승격된 금릉군 대덕면 덕산동 ~ 대구시 중구 대신동 89.7 km 구간 개통[2]
- 1981년 5월 30일 : 대통령령 제10247호 일반국도노선지정령 개정에 따라 신설된 333 km 구간으로 도로구역 결정[3]
- 1986년 5월 13일 : 종점을 '경상북도 대구시'에서 '대구직할시 서구'로 변경함.[4]
- 1992년 8월 : 전북특별자치도 정읍군 산내면 장금리 ~ 임실군 덕치면 회문리 구간 11.4 km 확장 및 장금터널 개통.[5]
- 1993년 5월 17일 : 신태인우회도로(정읍군 신태인읍 신용리 ~ 백산리) 3.1 km 구간 개통[6]
- 1994년 : 진안군의 불로치터널, 무주군의 조금재터널 개통.[7]
- 1996년 7월 1일 : 종점을 '대구직할시 서구'에서 '대구광역시 서구'로 변경함.[8]
- 1997년 2월 : 팔왕교(부안군 동진면 하장리 ~ 백산면 금판리) 570m 구간 개축 개통[9]
- 1997년 12월 19일 : 진안우회도로(진안군 진안읍 군하리 ~ 군상리) 3.85 km 구간 개통[10]
- 1999년 12월 10일 : 군포교(부안군 백산면 용계리) 320m 구간 개통[11][12]
- 2000년 5월 4일 : 경상북도 성주군 선남면 도성리 ~ 대구광역시 달서구 파산동 13.578 km 구간 확장 개통[13]
- 2001년 10월 31일 : 전북특별자치도 진안군 용담댐 건설로 진안군 진안읍 운산리 ~ 안천면 백화리 13.52 km 구간 이설.[14][15]
- 2008년 12월 30일 : 무주군 적상면 사천리 ~ 무주읍 가옥리 4.4 km 구간 확장 개통 및 기존 구간 폐지[16]
- 2009년 4월 1일 : 부안군 동진면 내기리 ~ 부안읍 신운리 약 1.1 km 구간 확장 개통[17]
- 2009년 9월 29일 : 강창교(달성군 다사읍 죽곡리 ~ 대구광역시 달서구 파호동) 580m 구간 확장 개통[18]
- 2009년 12월 30일 : 부안 변산우회도로(부안군 변산면 마포리 ~ 지서리) 2.87 km 구간 확장 개통, 기존 부안군 변산면 운산리 ~ 지서리 1.45 km 구간 폐지[19]
- 2010년 7월 21일 : 정읍시 태인면 궁사리 ~ 옹동면 매정리 7.11 km 구간 확장 개통, 기존 5.7 km 구간 폐지[20]
- 2011년 9월 : 전북특별자치도 부안군 동진면 내기리 ~ 부안읍 신운리 구간 개통.[21]
- 2012년 1월 20일 : 부안 ~ 태인간 도로 2공구(정읍시 신태인읍 신덕리 ~ 태인면 궁사리) 7.0 km 구간 임시 개통[22]
- 2012년 7월 28일 : 부안 ~ 태인간 도로 2공구(정읍시 신태인읍 화호리 ~ 신덕리) 1.42 km 구간 확장 개통[23]
- 2012년 9월 26일 : 부안군 동진면 하장리 ~ 백산면 용계리 3.44 km 구간 확장 개통[24]
- 2012년 11월 12일 : 무풍우회도로(무주군 무풍면 현내리 ~ 지성리) 3.94 km 구간 개량 개통, 기존 4.8 km 구간 폐지[25][26]
- 2013년 8월 1일 : 부안 ~ 태인간 도로 1공구(부안군 부안읍 신운리 ~ 동진면 하장리) 2.1 km 구간 확장 개통[21][27]
- 2014년 5월 13일 : 부안 ~ 태인간 도로(김제시 부량면 옥정리 ~ 정읍시 신태인읍 화호리) 1.5 km 구간 확장 개통[28]
- 2014년 5월 29일 : 청웅우회도로(임실군 강진면 백련리 ~ 청웅면 옥전리) 3.9 km 구간 확장 개통, 기존 3.6 km 구간 폐지[29]
- 2016년 7월 1일 : 격포 ~ 하서간 도로 중 방포 교차로 ~ 새만금주유소(부안군 변산면 대항리) 1.8 km 구간 임시 개통[30]
- 2016년 7월 15일 : 격포 ~ 하서간 도로 중 변산 교차로 ~ 방포 교차로(부안군 변산면 지서리 ~ 대항리) 2.0 km 구간 임시 개통[30]
- 2016년 12월 9일 : 진안 ~ 적상간 도로 2공구(진안군 안천면 노성리 ~ 무주군 적상면 사천리) 11.64 km 구간 확장 개통 및 기존 진안군 안천면 백화리 ~ 무주군 적상면 사산리 12.04 km 구간 폐지[31]
- 2016년 12월 19일 : 격포 ~ 하서간 도로 중 소광 교차로 ~ 백련 교차로(부안군 하서면 백련리) 3.09 km 구간 임시 개통[32]
- 2017년 4월 30일 : 진안 ~ 적상간 도로 1공구(진안군 진안읍 구룡리 ~ 운산리) 5.26 km 구간 임시 개통[33]
- 2017년 12월 22일 : 격포 ~ 하서간 도로(부안군 변산면 지서리 ~ 하서면 백련리) 8.8 km 구간 확장 개통, 기존 9.4 km 구간 폐지[34]
- 2017년 12월 26일 : 진안 ~ 적상간 도로 1공구(진안군 진안읍 반월리 ~ 운산리) 8.41 km 구간 확장 개통, 기존 구간 폐지[35]
- 2021년 6월 30일 : 태인 ~ 산내간 도로(정읍시 옹동면 매정리 ~ 칠보면 시산리) 7.08 km 구간 개량 개통[36]
- 2021년 7월 2일 : 진안 ~ 성수간 도로 2공구(진안군 백운면 덕현리 ~ 마령면 동촌리) 12.1 km 구간 개량 개통[37]

## 주요 경유지
전북특별자치도
- 부안군 (보안면 · 진서면 · 변산면 · 하서면 · 행안면 · 동진면 · 부안읍 · 동진면 · 백산면) - 김제시 부량면 - 정읍시 (신태인읍 · 태인면 · 옹동면 · 칠보면 · 산내면) - 임실군 (강진면 · 덕치면 · 강진면 · 청웅면 · 임실읍 · 성수면) - 진안군 (백운면 · 마령면 · 진안읍 · 상전면 · 안천면) - 무주군 (부남면 · 적상면 · 무주읍 · 설천면 · 무풍면)

경상북도
- 김천시 (대덕면 · 증산면) - 성주군 금수강산면 - 김천시 지례면 - 성주군 (금수강산면 · 벽진면 · 성주읍 · 선남면)

대구광역시
- 달성군 (하빈면 · 다사읍) - 달서구 (파호동 · 호산동 · 신당동 · 이곡동 · 용산동 · 장기동 · 감삼동) - 서구 내당동

## 노선
여기서 상행선은 대구 방면, 하행선은 부안 방면이다.

### 전북특별자치도
| 이름                                                  | 접속 노선                                                            | 소재지 | 소재지                                             | 비고                                                |
| ----------------------------------------------------- | -------------------------------------------------------------------- | ------ | -------------------------------------------------- | --------------------------------------------------- |
| 영전사거리                                            | 국도 제23호선 (부안로) 영전길                                        | 부안군 | 보안면                                             | 기점                                                |
| 부안청자박물관                                        |                                                                      | 부안군 | 보안면                                             |                                                     |
| 연동삼거리                                            | 베틀재로                                                             | 부안군 | 진서면                                             |                                                     |
| 곰소시외버스터미널 진서면사무소 변산중학교            |                                                                      | 부안군 | 진서면                                             |                                                     |
| 석포삼거리                                            | 내소사로                                                             | 부안군 | 진서면                                             |                                                     |
| 마동삼거리                                            | 지방도 제736호선 (봉래로)                                            | 부안군 | 진서면                                             |                                                     |
| 언포 교차로                                           | 격포로 궁항로                                                        | 부안군 | 변산면                                             | 국도 제77호선과 중복                                |
| 두포교                                                |                                                                      | 부안군 | 변산면                                             | 국도 제77호선과 중복                                |
| 도청 교차로 (도청1교)                                 | 격포로                                                               | 부안군 | 변산면                                             | 국도 제77호선과 중복                                |
| 도청2교                                               |                                                                      | 부안군 | 변산면                                             | 국도 제77호선과 중복                                |
| 격포 교차로                                           | 격포로                                                               | 부안군 | 변산면                                             | 국도 제77호선과 중복                                |
| 종암2교                                               |                                                                      | 부안군 | 변산면                                             | 국도 제77호선과 중복                                |
| 종암 교차로 (종암1교)                                 | 격포로 마포로                                                        | 부안군 | 변산면                                             | 국도 제77호선과 중복                                |
| 마포교                                                |                                                                      | 부안군 | 변산면                                             | 국도 제77호선과 중복                                |
| 마포 교차로                                           | 지방도 제736호선 (마포로)                                            | 부안군 | 변산면                                             | 국도 제77호선과 중복 지방도 제736호선과 중복        |
| 운산 교차로                                           | 지방도 제736호선 (지서로) 변산해변로                                 | 부안군 | 변산면                                             | 국도 제77호선과 중복 지방도 제736호선과 중복        |
| 운산교                                                |                                                                      | 부안군 | 변산면                                             | 국도 제77호선과 중복                                |
| 변산 교차로                                           | 변산로 지서로                                                        | 부안군 | 변산면                                             | 국도 제77호선과 중복                                |
| 변산터널                                              |                                                                      | 부안군 | 변산면                                             | 국도 제77호선과 중복 상행 연장 285m 하행 연장 330m  |
| 자미교 방포교                                         |                                                                      | 부안군 | 변산면                                             | 국도 제77호선과 중복                                |
| 방포 교차로                                           | 변산우회길                                                           | 부안군 | 변산면                                             | 국도 제77호선과 중복                                |
| 대항 교차로                                           | 변산로                                                               | 부안군 | 변산면                                             | 국도 제77호선과 중복                                |
| 조개미교                                              |                                                                      | 부안군 | 변산면                                             | 국도 제77호선과 중복                                |
| 새만금 교차로                                         | 국도 제77호선 (새만금로)                                             | 부안군 | 변산면                                             | 국도 제77호선과 중복                                |
| 묵정 교차로                                           | 변산로 부안댐로                                                      | 부안군 | 변산면                                             | 상행 진입 불가 하행 진출 불가                       |
| 새만금교                                              |                                                                      | 부안군 | 변산면                                             |                                                     |
|                                                       | 하서면                                                               | 부안군 |                                                    |                                                     |
| 소광 교차로                                           | 변산로 소광길                                                        | 부안군 |                                                    |                                                     |
| 소광천교                                              |                                                                      | 부안군 |                                                    |                                                     |
| 비득치 교차로                                         | 변산로                                                               | 부안군 |                                                    |                                                     |
| 비득치교                                              |                                                                      | 부안군 |                                                    |                                                     |
| 백련 교차로                                           | 변산로 신재생에너지로 백련길                                         | 부안군 |                                                    |                                                     |
| 월포교 노계교                                         |                                                                      | 부안군 |                                                    |                                                     |
| 수조 교차로                                           | 장신로                                                               | 부안군 |                                                    |                                                     |
| 장신 교차로                                           | 지방도 제705호선 (석불로)                                            | 부안군 |                                                    |                                                     |
| 청호 교차로                                           | 영성로                                                               | 부안군 |                                                    |                                                     |
| 신흥교                                                |                                                                      | 부안군 | 행안면                                             |                                                     |
| 신흥 교차로                                           | 새포로                                                               | 부안군 | 행안면                                             |                                                     |
| 궁안 교차로                                           | 순환북로                                                             | 부안군 | 행안면                                             |                                                     |
| 검암 교차로                                           | 염소로                                                               | 부안군 | 행안면                                             |                                                     |
| 봉황 교차로                                           | 국도 제23호선 지방도 제705호선 (부안로)                              | 부안군 | 동진면                                             |                                                     |
| 신운 교차로                                           | 고마제로                                                             | 부안군 | 동진면                                             |                                                     |
| (이름 없음)                                           | 매창로                                                               | 부안군 | 동진면                                             |                                                     |
| 하장 교차로                                           | 순환남로                                                             | 부안군 | 동진면                                             |                                                     |
| 부안 나들목                                           | 15호선 서해안고속도로                                                | 부안군 | 동진면                                             |                                                     |
| 팔왕 교차로                                           | 지방도 제747호선 (덕신로)                                            | 부안군 | 동진면                                             |                                                     |
| (이름 없음)                                           | 임현로                                                               | 부안군 | 백산면                                             |                                                     |
| 백산 교차로                                           | 국도 제29호선 (부령로)                                               | 부안군 | 백산면                                             | 국도 제29호선과 중복                                |
| 군포교                                                |                                                                      | 부안군 | 백산면                                             | 국도 제29호선과 중복                                |
|                                                       | 김제시                                                               | 부량면 |                                                    | 국도 제29호선과 중복                                |
| 옥정 교차로                                           | 김제시                                                               | 부량면 | 국도 제29호선 (아리랑로) 지방도 제711호선 (죽백로) | 국도 제29호선과 중복                                |
| 화호 교차로                                           | 국도 제29호선 (벽골제로)                                             | 정읍시 | 신태인읍                                           | 국도 제29호선과 중복                                |
| 양괴 교차로                                           | 석지로                                                               | 정읍시 | 신태인읍                                           |                                                     |
| 양덕 교차로                                           | 신태인북길                                                           | 정읍시 | 신태인읍                                           |                                                     |
| 태화 교차로                                           | 지방도 제736호선 (감곡로)                                            | 정읍시 | 신태인읍                                           |                                                     |
| 궁사 교차로                                           | 석지로                                                               | 정읍시 | 태인면                                             | 태인 나들목과 연결                                  |
| 오봉 교차로                                           | 태인동서로                                                           | 정읍시 | 태인면                                             |                                                     |
| 왕림 교차로                                           | 국도 제1호선 국도 제21호선 (정읍대로)                                | 정읍시 | 태인면                                             |                                                     |
| 고천 교차로 (고천교)                                  | 정읍북로                                                             | 정읍시 | 태인면                                             |                                                     |
| 항가터널                                              |                                                                      | 정읍시 | 태인면                                             | 상행 연장 305m 하행 연장 402m                       |
| 매당 교차로                                           | 태산로                                                               | 정읍시 | 옹동면                                             |                                                     |
| 옹동 교차로                                           | 옹지동촌로                                                           | 정읍시 | 옹동면                                             |                                                     |
| 산성마을 교차로                                       | 산성길                                                               | 정읍시 | 옹동면                                             |                                                     |
| 산성보건진료소                                        |                                                                      | 정읍시 | 옹동면                                             |                                                     |
| 비봉삼거리                                            | 빗재로                                                               | 정읍시 | 옹동면                                             |                                                     |
| 비봉교                                                |                                                                      | 정읍시 | 옹동면                                             |                                                     |
|                                                       | 칠보면                                                               | 정읍시 |                                                    |                                                     |
| 와우삼거리                                            | 칠보중앙로                                                           | 정읍시 |                                                    |                                                     |
| 칠보삼거리                                            | 칠북로                                                               | 정읍시 |                                                    |                                                     |
| (이름 없음)                                           | 칠보중앙로                                                           | 정읍시 |                                                    |                                                     |
| 시산 교차로                                           | 국가지원지방도 제49호선 국가지원지방도 제55호선 (정읍 ~ 완주간 도로) | 정읍시 | 국가지원지방도 제55호선과 중복                     |                                                     |
| 복호삼거리                                            | 산외로                                                               | 정읍시 | 국가지원지방도 제55호선과 중복                     |                                                     |
| 구절재                                                |                                                                      | 정읍시 | 국가지원지방도 제55호선과 중복                     |                                                     |
|                                                       | 산내면                                                               | 정읍시 | 국가지원지방도 제55호선과 중복                     |                                                     |
| 산내사거리                                            | 국가지원지방도 제55호선 지방도 제715호선 (청정로)                    | 정읍시 | 국가지원지방도 제55호선과 중복                     |                                                     |
| 산내교                                                |                                                                      | 정읍시 |                                                    |                                                     |
| (평내입구)                                            | 지방도 제729호선 (장금길)                                            | 정읍시 |                                                    |                                                     |
| 장금교                                                |                                                                      | 정읍시 |                                                    |                                                     |
| 장금터널                                              |                                                                      | 정읍시 | 연장 370m                                          |                                                     |
| 섬진강댐                                              |                                                                      | 정읍시 |                                                    |                                                     |
| 백여세월교 남단                                       | 옥정호로                                                             | 임실군 | 강진면                                             |                                                     |
| 회문 교차로                                           | 인덕로                                                               | 임실군 | 덕치면                                             | 국도 제27호선과 연결                                |
| 강진교                                                |                                                                      | 임실군 | 덕치면                                             |                                                     |
|                                                       | 강진면                                                               | 임실군 |                                                    |                                                     |
| (이름 없음)                                           | 지방도 제717호선 (옥정호로)                                          | 임실군 |                                                    |                                                     |
| 섬진중학교                                            |                                                                      | 임실군 |                                                    |                                                     |
| 강진 교차로                                           | 국도 제15호선 (강동로) 강운로                                        | 임실군 |                                                    |                                                     |
| 강진공용버스터미널                                    |                                                                      | 임실군 |                                                    |                                                     |
| 강진삼거리                                            | 갈담1길                                                              | 임실군 |                                                    |                                                     |
| 강진면사무소 갈담초등학교                             |                                                                      | 임실군 |                                                    |                                                     |
| 호국용사묘지 (국립임실호국원)                         |                                                                      | 임실군 |                                                    |                                                     |
| 백련 교차로                                           | 청웅로                                                               | 임실군 |                                                    |                                                     |
| 신기교                                                |                                                                      | 임실군 |                                                    |                                                     |
| 합죽교                                                |                                                                      | 임실군 | 청웅면                                             |                                                     |
| 청웅 교차로                                           | 구고6길 뱃골로 석전로                                                | 임실군 | 청웅면                                             |                                                     |
| 행촌교 명동교                                         |                                                                      | 임실군 | 청웅면                                             |                                                     |
| 옥전 교차로                                           | 청웅로                                                               | 임실군 | 청웅면                                             |                                                     |
| 장재삼거리                                            | 신안로                                                               | 임실군 | 임실읍                                             |                                                     |
| 정월삼거리                                            | 지방도 제745호선 (임삼로)                                            | 임실군 | 임실읍                                             | 지방도 제745호선과 중복                             |
| 오정삼거리                                            | 봉황로                                                               | 임실군 | 임실읍                                             | 지방도 제745호선과 중복                             |
| 임실군공설운동장                                      |                                                                      | 임실군 | 임실읍                                             | 지방도 제745호선과 중복                             |
| 상통사거리                                            | 감천로 운수로                                                        | 임실군 | 임실읍                                             | 지방도 제745호선과 중복                             |
| 임실군보건의료원 임실경찰서 임실군민체육회관          |                                                                      | 임실군 | 임실읍                                             | 지방도 제745호선과 중복                             |
| 성가삼거리                                            | 지방도 제745호선 (수정로)                                            | 임실군 | 임실읍                                             | 지방도 제745호선과 중복                             |
| 임실갈마사거리                                        | 갈마로 갈마1길                                                       | 임실군 | 임실읍                                             |                                                     |
| 임실 나들목 (임실 교차로)                             | 27호선 순천완주고속도로 국도 제17호선 (춘향로)                       | 임실군 | 임실읍                                             | 국도 제17호선과 중복                                |
| 월평 교차로                                           | 국도 제17호선 (춘향로)                                               | 임실군 | 성수면                                             | 국도 제17호선과 중복                                |
| 성수초등학교 양지정류소 성수면사무소                  |                                                                      | 임실군 | 성수면                                             |                                                     |
| 평지삼거리                                            | 지방도 제721호선 (산성로)                                            | 임실군 | 성수면                                             |                                                     |
| 오정삼거리                                            | 지방도 제742호선 (성백로)                                            | 진안군 | 백운면                                             | 지방도 제742호선과 중복                             |
| 덕현삼거리                                            | 덕현로                                                               | 진안군 | 백운면                                             | 지방도 제742호선과 중복                             |
| 덕운교                                                |                                                                      | 진안군 | 백운면                                             | 지방도 제742호선과 중복                             |
| 동창삼거리                                            | 지방도 제742호선 (백장로)                                            | 진안군 | 백운면                                             | 지방도 제742호선과 중복                             |
| 백운1 교차로                                          | 임진로                                                               | 진안군 | 백운면                                             |                                                     |
| 백운2 교차로                                          | 백운동로                                                             | 진안군 | 백운면                                             |                                                     |
| 백운3 교차로                                          | 임진로                                                               | 진안군 | 백운면                                             |                                                     |
| 평장1 교차로                                          | 술무지길                                                             | 진안군 | 백운면                                             |                                                     |
| 평장2 교차로                                          | 임진로 운계로                                                        | 진안군 | 백운면                                             |                                                     |
| 평장3 교차로                                          | 임진로 가전길                                                        | 진안군 | 백운면                                             |                                                     |
| 정송 교차로                                           | 평가로                                                               | 진안군 | 백운면                                             |                                                     |
| 원평지 교차로                                         | 운계로                                                               | 진안군 | 마령면                                             |                                                     |
| 마령고등학교                                          |                                                                      | 진안군 | 마령면                                             |                                                     |
| 평지2 교차로                                          | 임진로                                                               | 진안군 | 마령면                                             |                                                     |
| 평지3 교차로                                          | 서평로                                                               | 진안군 | 마령면                                             |                                                     |
| 마령 교차로                                           | 임진로                                                               | 진안군 | 마령면                                             |                                                     |
| 화전삼거리                                            | 마이산남로                                                           | 진안군 | 마령면                                             |                                                     |
| 동촌교                                                |                                                                      | 진안군 | 마령면                                             |                                                     |
|                                                       | 진안읍                                                               | 진안군 |                                                    |                                                     |
| 은천삼거리                                            | 평가로                                                               | 진안군 |                                                    |                                                     |
| 진안IC1 교차로                                        | 진무로                                                               | 진안군 | 상행 진입 불가 하행 진출 불가 진안 나들목과 연결   |                                                     |
| 진안IC2 교차로                                        | 진무로                                                               | 진안군 | 상행 진입 불가 하행 진출 불가 진안 나들목과 연결   |                                                     |
| 한국도로공사 진안지사                                 |                                                                      | 진안군 |                                                    |                                                     |
| 원단양 교차로                                         | 금마길                                                               | 진안군 |                                                    |                                                     |
| 군하 교차로                                           | 마이산로                                                             | 진안군 |                                                    |                                                     |
| 진안로터리 (마이 교차로)                              | 지방도 제795호선 (중앙로) 마이산로 진무로                            | 진안군 |                                                    |                                                     |
| 진안 교차로                                           | 국도 제26호선 (전진로)                                               | 진안군 | 국도 제26호선과 중복                               |                                                     |
| 진안육교                                              |                                                                      | 진안군 | 국도 제26호선과 중복                               |                                                     |
| 월랑 교차로                                           | 진무로                                                               | 진안군 | 국도 제26호선과 중복                               |                                                     |
| 구룡 교차로                                           | 국도 제26호선 (전진로)                                               | 진안군 | 국도 제26호선과 중복                               |                                                     |
| 우회육교                                              | 진장로                                                               | 진안군 |                                                    |                                                     |
| 진안천교                                              |                                                                      | 진안군 |                                                    |                                                     |
| 중계 교차로                                           | 쇠징계로 진무로                                                      | 진안군 |                                                    |                                                     |
| (교량 명칭 미상)                                      |                                                                      | 진안군 |                                                    |                                                     |
| 신흥 교차로                                           | 신흥길                                                               | 진안군 |                                                    |                                                     |
| 하도 교차로                                           | 물곡로                                                               | 진안군 |                                                    |                                                     |
| 송대 교차로                                           | 검북로 송대길                                                        | 진안군 |                                                    |                                                     |
| 운산 교차로                                           | 언건로                                                               | 진안군 |                                                    |                                                     |
| (교량 명칭 미상)                                      |                                                                      | 진안군 |                                                    |                                                     |
| 언건 교차로                                           | 국가지원지방도 제49호선 (진성로)                                     | 진안군 | 국가지원지방도 제49호선과 중복                     |                                                     |
| 수동터널                                              |                                                                      | 진안군 | 상전면                                             | 국가지원지방도 제49호선과 중복 연장 350m            |
| 금지 교차로                                           | 국가지원지방도 제49호선 (귀상로)                                     | 진안군 | 상전면                                             | 국가지원지방도 제49호선과 중복                      |
| 월포대교                                              |                                                                      | 진안군 | 상전면                                             |                                                     |
| 상전망향의 광장                                       |                                                                      | 진안군 | 상전면                                             |                                                     |
| 용평대교                                              |                                                                      | 진안군 | 상전면                                             |                                                     |
| 구룡 교차로                                           | 금당길                                                               | 진안군 | 상전면                                             |                                                     |
| 불로치터널                                            |                                                                      | 진안군 | 상전면                                             | 연장 440m                                           |
| 불로치터널                                            | 안천면                                                               | 진안군 |                                                    | 연장 440m                                           |
| 신괴 교차로                                           | 국도 제13호선 (자신로)                                               | 진안군 | 국도 제13호선과 중복                               |                                                     |
| 노성 교차로                                           | 자노로                                                               | 진안군 | 국도 제13호선과 중복                               |                                                     |
| 안천터미널 안천면 행정복지센터                        |                                                                      | 진안군 | 국도 제13호선과 중복                               |                                                     |
| 보한삼거리                                            | 보한길                                                               | 진안군 | 국도 제13호선과 중복                               |                                                     |
| 백화 교차로                                           | 국도 제13호선 (안용로)                                               | 진안군 | 국도 제13호선과 중복                               |                                                     |
| 안천 교차로                                           | 교동길                                                               | 진안군 |                                                    |                                                     |
| 백화교                                                |                                                                      | 진안군 |                                                    |                                                     |
| 상리 교차로                                           | 구례길 상배실길                                                      | 진안군 |                                                    |                                                     |
| 율현1 교차로                                          | 율현길                                                               | 진안군 |                                                    |                                                     |
| 율현2 교차로                                          | 당곡길                                                               | 진안군 |                                                    |                                                     |
| 장안 교차로                                           | 장삼재로                                                             | 무주군 | 부남면                                             |                                                     |
| 장안1교 장안2교                                       |                                                                      | 무주군 | 부남면                                             |                                                     |
| 고로치터널                                            |                                                                      | 무주군 | 부남면                                             | 상행 연장 930m 하행 연장 910m                       |
| 고로치터널                                            | 적상면                                                               | 무주군 |                                                    | 상행 연장 930m 하행 연장 910m                       |
| 삼유1교 삼유2교                                       |                                                                      | 무주군 |                                                    |                                                     |
| 삼유 교차로                                           | 삼유길                                                               | 무주군 |                                                    |                                                     |
| 삼유3교                                               |                                                                      | 무주군 |                                                    |                                                     |
| 조금재터널                                            |                                                                      | 무주군 | 상행 연장 450m 하행 연장 550m                      |                                                     |
| 조금재교                                              |                                                                      | 무주군 |                                                    |                                                     |
| 여원 교차로                                           | 여용로 사기점길                                                      | 무주군 |                                                    |                                                     |
| 여원1교 여원2교 삼가교                                |                                                                      | 무주군 |                                                    |                                                     |
| 갈골 교차로                                           | 여용로                                                               | 무주군 |                                                    |                                                     |
| 삼가 교차로                                           | 삼가로                                                               | 무주군 |                                                    |                                                     |
| 적상 교차로                                           | 국도 제19호선 (무주로) 여용로                                        | 무주군 | 국도 제19호선과 중복                               |                                                     |
| 사천 교차로                                           | 구리골로                                                             | 무주군 | 국도 제19호선과 중복                               |                                                     |
| 적상산터널                                            |                                                                      | 무주군 | 국도 제19호선과 중복 상행 연장 433m 하행 연장 485m |                                                     |
| 길왕 교차로                                           | 적상산로                                                             | 무주군 | 국도 제19호선과 중복 상행 진출 불가 하행 진입 불가 |                                                     |
| 적상산교                                              |                                                                      | 무주군 | 국도 제19호선과 중복                               |                                                     |
| 적상산교                                              | 무주읍                                                               | 무주군 | 국도 제19호선과 중복                               |                                                     |
| 적상터널                                              |                                                                      | 무주군 | 국도 제19호선과 중복 연장 약 80m                   |                                                     |
| 무주 나들목 (가림 교차로)                             | 35호선 통영대전고속도로 적상산로                                     | 무주군 | 국도 제19호선과 중복                               |                                                     |
| 가옥 교차로                                           | 국도 제37호선 (무금로)                                               | 무주군 | 국도 제19, 37호선과 중복                           |                                                     |
| 싸리재터널                                            |                                                                      | 무주군 | 국도 제19, 37호선과 중복 연장 385m                 |                                                     |
| 당산 교차로                                           | 한풍루로                                                             | 무주군 | 국도 제19, 37호선과 중복                           |                                                     |
| 무주1 교차로                                          | 국도 제19호선 (무주로) 지방도 제727호선 (괴목로) (한풍루로)          | 무주군 | 국도 제19, 37호선과 중복                           |                                                     |
| 칠리1교 칠리2교                                       |                                                                      | 무주군 | 국도 제19, 37호선과 중복                           |                                                     |
| 무주2 교차로                                          | 국도 제19호선 (무주로) 무설로                                        | 무주군 | 국도 제19, 37호선과 중복                           |                                                     |
| 장백교                                                |                                                                      | 무주군 | 국도 제37호선과 중복                               |                                                     |
| (이름 없음)                                           | 상장백길                                                             | 무주군 | 국도 제37호선과 중복                               |                                                     |
| 무항삼거리                                            | 국가지원지방도 제49호선 지방도 제581호선 (민주지산로)                | 무주군 | 설천면                                             | 국도 제37호선과 중복 국가지원지방도 제49호선과 중복 |
| 무주반디랜드 설천공용터미널 설천초등학교 설천면사무소 |                                                                      | 무주군 | 설천면                                             | 국도 제37호선과 중복 국가지원지방도 제49호선과 중복 |
| 라제통문삼거리                                        | 국도 제37호선 국가지원지방도 제49호선 (구천동로)                     | 무주군 | 설천면                                             | 국도 제37호선과 중복 국가지원지방도 제49호선과 중복 |
| 나제통문                                              |                                                                      | 무주군 | 설천면                                             | 1차선 구간                                          |
| 현내 교차로                                           | 현내로                                                               | 무주군 | 무풍면                                             |                                                     |
| 무풍사거리                                            | 지방도 제1089호선 (대덕산로)                                         | 무주군 | 무풍면                                             |                                                     |
| 무풍터널                                              |                                                                      | 무주군 | 무풍면                                             | 연장 845m                                           |
| 금평 교차로                                           | 현내로                                                               | 무주군 | 무풍면                                             |                                                     |
| 덕산재                                                |                                                                      | 무주군 | 무풍면                                             | 해발 644m                                           |

기존 구간 (1997년 이전 노선)
- 진안군 진안로터리 - 진안공설운동장 - 진안교 - 진안우체국 - 진안시외버스터미널 - 학천교 - 진안군의료원 - 진안군보건소 - 중계 교차로

### 경상북도
| 이름                             | 접속 노선                         | 소재지                                                   | 소재지                    | 비고                               |
| -------------------------------- | --------------------------------- | -------------------------------------------------------- | ------------------------- | ---------------------------------- |
| 덕산재                           |                                   | 김천시                                                   | 대덕면                    | 해발 644m                          |
| 연화보건진료소 대덕중학교        |                                   | 김천시                                                   | 대덕면                    |                                    |
| 관기 교차로                      | 국도 제3호선 (거창 ~ 김천간 도로) | 김천시                                                   | 대덕면                    | 국도 제3호선과 중복                |
| 대덕 교차로                      | 국도 제3호선 (거창 ~ 김천간 도로) | 김천시                                                   | 대덕면                    | 국도 제3호선과 중복                |
| 추량교                           |                                   | 김천시                                                   | 대덕면                    |                                    |
| 가릇재                           |                                   | 김천시                                                   | 대덕면                    |                                    |
|                                  | 증산면                            | 김천시                                                   |                           |                                    |
| 증산면 행정복지센터 증산보건지소 |                                   | 김천시                                                   |                           |                                    |
| 증산삼거리                       | 지방도 제903호선 (증산1로)        | 김천시                                                   | 지방도 제903호선과 중복   |                                    |
| 옥동교                           |                                   | 김천시                                                   | 지방도 제903호선과 중복   |                                    |
| 백천교                           | 지방도 제903호선 (증산2로)        | 김천시                                                   | 지방도 제903호선과 중복   |                                    |
| 은적1교                          |                                   | 김천시                                                   |                           |                                    |
|                                  | 성주군                            | 금수강산면                                               |                           |                                    |
| 은적2교                          | 성주군                            | 금수강산면                                               |                           |                                    |
| 중리삼거리                       | 성주군                            | 금수강산면                                               | 지방도 제903호선 (조마로) |                                    |
| 가천초등학교 무학분교            | 성주군                            | 금수강산면                                               |                           |                                    |
| 신성삼거리                       | 성주군                            | 금수강산면                                               | 국도 제59호선 (가천로)    | 국도 제59호선과 중복               |
| 후평삼거리                       | 성주군                            | 금수강산면                                               | 국도 제59호선 (금감로)    | 국도 제59호선과 중복               |
| 금수강산면 행정복지센터          | 성주군                            | 금수강산면                                               |                           |                                    |
| 광산삼거리                       | 성주군                            | 금수강산면                                               | 대금로                    |                                    |
| 고름재                           | 성주군                            | 금수강산면                                               |                           |                                    |
|                                  | 성주군                            | 벽진면                                                   |                           |                                    |
| 이천교삼거리                     | 성주군                            | 지방도 제913호선 (동강한강로)                            | 지방도 제913호선과 중복   |                                    |
| 수촌삼거리                       | 성주군                            | 지방도 제913호선 (벽봉로)                                | 지방도 제913호선과 중복   |                                    |
| (이름 없음)                      | 성주군                            | 문덕로                                                   |                           |                                    |
| 백전사거리                       | 성주군                            | 성주로 성주순환로                                        | 성주읍                    |                                    |
| 경산교삼거리                     | 성주군                            | 심산로                                                   | 성주읍                    |                                    |
| 경산교                           | 성주군                            |                                                          | 성주읍                    |                                    |
| 대황 교차로                      | 성주군                            | 국도 제33호선 (가야로)                                   | 성주읍                    | 국도 제33호선과 중복               |
| 경산 교차로                      | 성주군                            | 지방도 제905호선 (상성로)                                | 성주읍                    | 국도 제33호선과 중복               |
| 성주 교차로                      | 성주군                            | 국도 제33호선 (가야로) 성주로 성산9길                    | 성주읍                    | 국도 제33호선과 중복               |
| 신부 교차로                      | 성주군                            | 선월로                                                   | 선남면                    |                                    |
| 광영 교차로                      | 성주군                            | 국가지원지방도 제67호선 국가지원지방도 제79호선 (운용로) | 선남면                    | 국가지원지방도 제67, 79호선과 중복 |
| 광영검문소                       | 성주군                            | 선노로                                                   | 선남면                    | 국가지원지방도 제67, 79호선과 중복 |
| 성주대교                         | 성주군                            |                                                          | 선남면                    | 국가지원지방도 제67, 79호선과 중복 |

### 대구광역시
| 이름                                  | 접속 노선                                                  | 소재지                                                                                | 소재지                 | 비고                               |
| ------------------------------------- | ---------------------------------------------------------- | ------------------------------------------------------------------------------------- | ---------------------- | ---------------------------------- |
| 성주대교                              |                                                            | 달성군                                                                                | 하빈면                 | 국가지원지방도 제67, 79호선과 중복 |
| 동곡 교차로                           | 국가지원지방도 제67호선 국가지원지방도 제79호선 (강변대로) | 달성군                                                                                | 하빈면                 | 국가지원지방도 제67, 79호선과 중복 |
| 동곡네거리                            | 하빈남로 달구벌대로55길                                    | 달성군                                                                                | 하빈면                 |                                    |
| (이름 없음)                           | 문양역길                                                   | 달성군                                                                                | 다사읍                 |                                    |
| 다사읍사무소 교차로                   |                                                            | 달성군                                                                                | 다사읍                 |                                    |
| 매곡사거리                            | 다사역로                                                   | 달성군                                                                                | 다사읍                 |                                    |
| 다사고등학교                          |                                                            | 달성군                                                                                | 다사읍                 |                                    |
| (이름 없음)                           | 왕선로                                                     | 달성군                                                                                | 다사읍                 |                                    |
| 대실역                                | 대실역북로 대실역남로                                      | 달성군                                                                                | 다사읍                 |                                    |
| 다사 나들목                           | 700호선 대구외곽순환고속도로                               | 달성군                                                                                | 다사읍                 |                                    |
| 강창교                                |                                                            | 달성군                                                                                | 다사읍                 |                                    |
|                                       | 대구광역시                                                 | 달서구                                                                                |                        |                                    |
| 강창역                                | 대구광역시                                                 | 달서구                                                                                | 호산로 달구벌대로203길 |                                    |
| 계명대학교 성서캠퍼스                 | 대구광역시                                                 | 달서구                                                                                |                        |                                    |
| 계명대역 (신당네거리)                 | 대구광역시                                                 | 달서구                                                                                | 달서대로               |                                    |
| 성서산업단지역 (성서네거리)           | 대구광역시                                                 | 달서구                                                                                | 성서로                 |                                    |
| 이곡1동 행정복지센터 대구성서초등학교 | 대구광역시                                                 | 달서구                                                                                |                        |                                    |
| 이곡역                                | 대구광역시                                                 | 달서구                                                                                | 성서동로               |                                    |
| 성서 나들목                           | 대구광역시                                                 | 달서구                                                                                | 신천대로               |                                    |
| 용산역                                | 대구광역시                                                 | 달서구                                                                                |                        |                                    |
| 용산네거리                            | 대구광역시                                                 | 달서구                                                                                | 용산로                 |                                    |
| 죽전역 (죽전네거리)                   | 대구광역시                                                 | 달서구                                                                                | 와룡로                 |                                    |
| 감삼역 (감삼네거리)                   | 대구광역시                                                 | 달서구                                                                                | 당산로                 |                                    |
| 감삼역 (감삼네거리)                   | 대구광역시                                                 | 서구                                                                                  | 당산로                 |                                    |
| 달성고등학교                          | 대구광역시                                                 |                                                                                       |                        |                                    |
| 두류네거리                            | 대구광역시                                                 | 국도 제5호선 (서대구로) 국도 제26호선 국가지원지방도 제30호선 (두류공원로) 달구벌대로 |                        |                                    |

## 도로명
전북특별자치도
- 부안군 보안면 영전사거리 ~ 진서면 마동삼거리 : 청자로
- 부안군 진서면 마동삼거리 ~ 하서면 백련 교차로 : 변산로
- 부안군 하서면 백련 교차로 ~ 동진면 하장 교차로 : 변산바다로
- 부안군 동진면 하장 교차로 ~ 부안 나들목 : 부령로
- 부안군 동진면 부안 나들목 ~ 백산면 군포교 : 하원로
- 김제시 부량면 군포교 ~ 정읍시 신태인읍 화호 교차로 : 석지로
- 정읍시 신태인읍 화호 교차로 ~ 태인면 궁사 교차로 : 부안 ~ 태인간 국도 (도로명 없음)
- 정읍시 태인면 궁사 교차로 ~ 옹동면 매당 교차로 : 도로명 없음
- 정읍시 옹동면 매당 교차로 ~ 임실군 덕치면 회문삼거리 : 태산로
- 임실군 덕치면 회문삼거리 ~ 강진면 강진사거리 : 강운로
- 임실군 강진면 강진사거리 ~ 임실읍 임실 교차로 : 호국로
- 임실군 임실읍 임실 교차로 ~ 성수면 월평 교차로 : 춘향로
- 임실군 성수면 월평 교차로 ~ 진안군 마령면 마령사거리 : 임진로
- 진안군 마령면 마령사거리 ~ 진안읍 진안 교차로 : 진무로
- 진안군 진안읍 진안 교차로 ~ 구룡 교차로 : 전진로
- 진안군 진안읍 구룡 교차로 ~ 목골삼거리 : 진장로
- 진안군 진안읍 목골삼거리 ~ 무주군 적상면 적상 교차로 : 진무로
- 무주군 적상면 적상 교차로 ~ 무주읍 무주2 교차로 : 무주로
- 무주군 무주읍 무주2 교차로 ~ 설천면 라제통문삼거리 : 무설로
- 무주군 설천면 라제통문삼거리 ~ 무풍면 덕산재 : 라제통문로

경상북도
- 김천시 대덕면 덕산재 ~ 관기삼거리 : 대덕로
- 김천시 대덕면 관기삼거리 ~ 대덕삼거리 : 남김천대로
- 김천시 대덕면 대덕삼거리 ~ 증산면 은적1교 : 증산로
- 성주군 금수강산면 은적1교 ~ 성주읍 백전사거리 : 성주로
- 성주군 성주읍 백전사거리 ~ 경산교삼거리 : 성주순환로
- 성주군 성주읍 경산교삼거리 ~ 대황 교차로 : 심산로
- 성주군 성주읍 대황 교차로 ~ 성주 교차로 : 가야로
- 성주군 성주읍 성주 교차로 ~ 선남면 성주대교 : 성주로

대구광역시
- 달성군 하빈면 성주대교 ~ 서구 두류네거리 : 달구벌대로

## 같이 보기
- 국가지원지방도 제30호선